# Масагудов, Минахан Масгутович
Миннехан Масгутович Масгутов (1895 — 24.04.1945) — сапер 504-го отдельного пулеметно-артиллерийского батальона, рядовой — на момент представления к награждению орденом Славы 1-й степени.

## Биография
Родился в 1895 году в деревне Ерыкла, Нурлатского района Республики Татарстан, татарин. Участник Первой мировой войны, награждён Георгиевским крестом. Вернувшись на родину, работал плотником.
В 1943 году был призван в Красную Армию Октябрьским райвоенкоматом Татарской АССР. В боях Великой Отечественной войны с мая 1943 года. Воевал на 1-м Белорусском фронте, сапером в составе 504-го отдельного пулеметно-артиллерийского батальона 115-го укрепленного района.
24 июня 1944 года при прорыве укрепленной обороны у города Рогачёв рядовой Масгутов под сильным артиллерийским огнём противника проделал 6 проходов в минных полях противника, создал благоприятные условия для быстрого продвижения пехоты к траншеям противника.
Приказом по войскам 48 армии от 27 июля 1944 года рядовой Масгутов Миннехан награждён орденом Славы 3-й степени
27-28 февраля 1945 года в районе города Каллис рядовой Масгутов с саперами батальона в сложных условиях под сильным огнём противника оборудовали на высоте наблюдательный пункт. В период наступления с 2 февраля по 5 марта в составе группы саперов разминировал три заминированных противником моста, лично извлек 80 мин.
Приказом по войскам 3-й ударной армии от 29 марта 1945 года рядовой Масгутов Миннехан награждён орденом Славы 2-й степени.
22 апреля 1945 года при форсировании реки Нейсе севернее города Губен рядовой Масгутов проделал 3 прохода в минных полях противника, извлек 18 противотанковых мин.
Ефрейтор Масгутов Миннехан погиб в бою 24 апреля 1945 года на подступах к городу Берлину.
Указом президиума Верховного Совета СССР от 15 мая 1946 года за образцовое выполнение заданий командования в боях с захватчиками младший сержант Масгутов Миннехан награждён орденом Славы 1-й степени. Стал полным кавалером ордена Славы.
Награждён орденами Славы 3-х степеней.